# 森光敬子
森光 敬子 (もりみつ けいこ) は、日本の厚生労働技官。

## 人物
1992年佐賀医科大学卒業後、厚生省入省。
環境庁企画調整局保健業務課、文部省体育局学校健康教育課、埼玉県保健医療部健康づくり支援課、厚生労働省保険局医療課課長補佐、医政局研究開発振興課長を経て、2018年保険局医療課長 (医療課長は保険局の重要ポストであり、女性初の就任となった) 。
2020年環境省大臣官房審議官兼国立水俣病総合研究センター長、2022年厚生労働省大臣官房審議官 (医療介護連携、データヘルス改革担当）（医政局、老健局併任）。
2023年厚生労働省大臣官房危機管理・医務技術総括審議官 (保険局併任) 。
2024年厚生労働省医政局長 (女性初) 。
2025年大臣官房医薬産業振興・医療情報審議官事務取扱。